# Ischnotoma (Neotipula) maya
Ischnotoma (Neotipula) maya is een tweevleugelige uit de familie langpootmuggen (Tipulidae). De soort komt voor in het Neotropisch gebied.